# Conjunto dos Dominicanos
O Conjunto dos Dominicanos é um complexo de edifícios de propriedade da Ordem dos Dominicanos no bairro de Perdizes, que expressam momentos da evolução urbana da cidade de São Paulo, bem como a história clerical no Brasil. Ao chegar no país em 1938, quatro dominicanos, tendo como líder o frei Martinho Bennet, adquiriram a chácara da família Cardoso de Almeida como a sede dos estudos de teologia pela Ordem. Em 1953, os Filhos de São Dominigos contataram o arquiteto Franz Heep para iniciar a construção da torre e da Igreja de São Domingos, ao lado do convento. De acordo com os antigos preceitos da unidade, o santuário foi construído somente com concreto em uma única unidade e comporta mais de mil pessoas. A torre de 34 metros feita igualmente de pedra possuí janelas em formato de losango por toda sua extensão. O projeto de cunho modernista foi a segunda Igreja no país construída dessa maneira - a Igreja da Pampulha em Belo Horizonte projetada pelo arquiteto Oscar Niemeyer foi a primeira - e tornou-se um marco de inovação para à época.
Durante anos o santuário representou um centro de cultura religiosa e debates filosóficos. Além disso, a ação dos Dominicanos foi efetiva "nos meios universitários, nas reivindicações operárias, num trabalho perseverante junto aos pobres".
Alguns religiosos da ordem acolheram perseguidos durante a ditadura militar e sofreram forte repressão, como o Frei Tito. A Igreja do Povo, como também é conhecida, usou seus prédios como bases de apoio para os militantes da Ação Libertadora Nacional. Os religiosos lutavam ao lado do povo resgatando princípios cristãos de luta contra os opressores.
A resistência contra o regime militar foi considerada um ultrage contra à pátria, os ditadores usaram os desdobramentos da operação Batina Branca para desmoralizar os freis, ação que enfraqueceu a Ordem. O antigo convento atualmente é ocupado pelo Colégio Pentágono e os dominicanos continuam pregando as missas na Igreja.  

## História
Originária da Europa durante o século XIII, a Ordem dos Dominicanos tem como princípio fundamental o resgate dos ideais cristãos de resistência contra os opressores e em defesa dos oprimidos. Como apresenta S. Tomás de Aquino, um dos principais expoentes da Ordem, os freis devem cumprir o dever cristão pregando de maneira simples em uma linguagem compreensível para todas classes sociais. A fundação dos conventos da ordem funcionava a partir de regras democráticas, o que a garantiu o reconhecimento de ala progressista da Igreja Católica. Junto a vida religiosa, os dominicanos mantêm uma tradição de militância política desde a Segunda Guerra Mundial, quando foi responsável pelo abrigo refugiados do nazismo.
Em 1938 a Ordem dos Dominicanos fundou o Convento Santo Alberto Magno, na rua Caiubi no bairro de Perdizes, memória da antiga casa da família Cardoso de Almeida no início do século XX. O caráter desenvolvimentista da Ordem se alinhou com as concepções de parte dos paulistanos ao exprimir novas maneiras de pensar cultura e política e, mantendo a tradição, significou um importante espaço de amparo para intelectuais, estudantes e pobres.

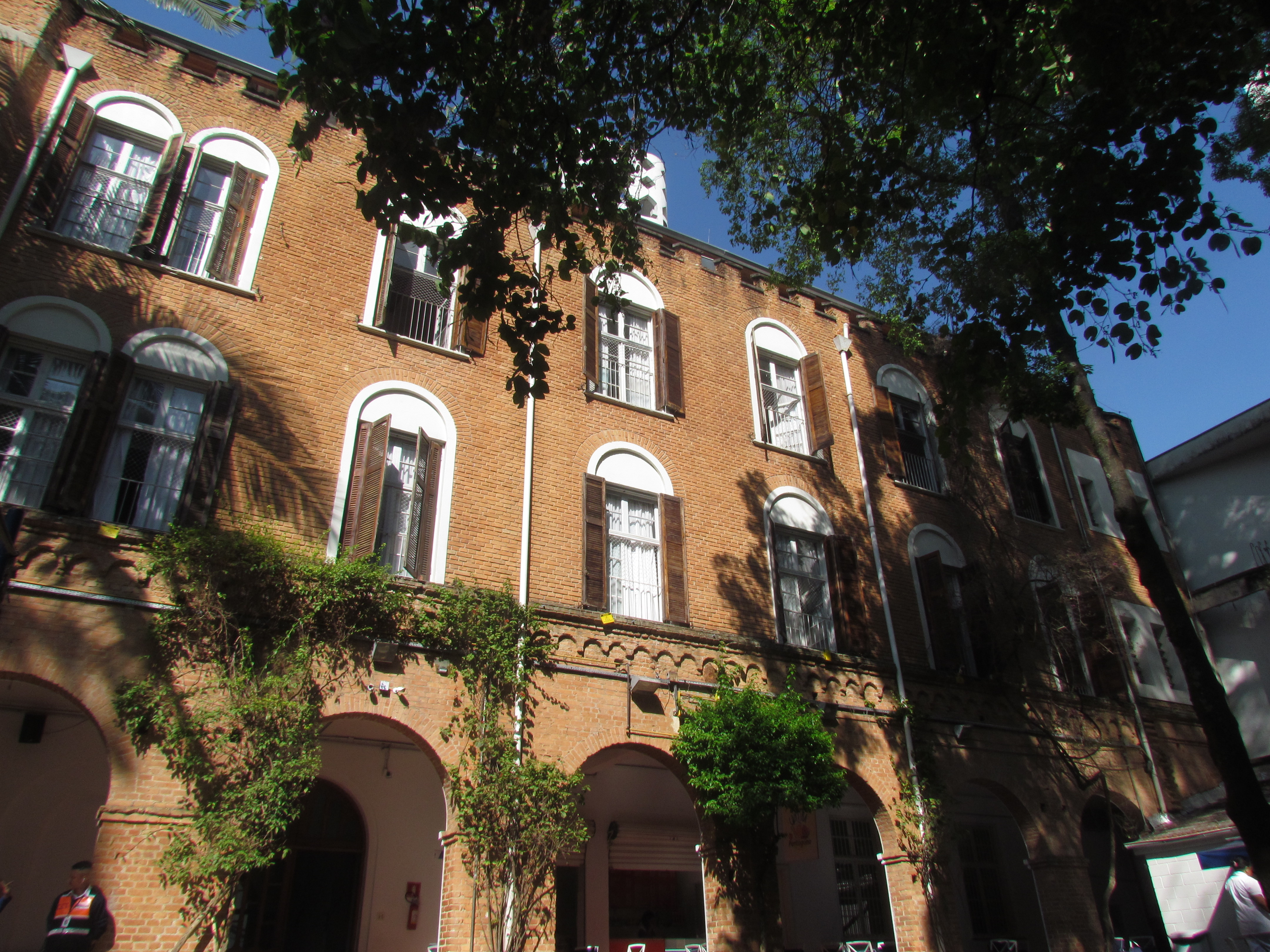
Convento Santo Alberto Magno nos dias atuais

A partir de 1962, o movimento democrático de toda a comunidade cristã foi impulsionado pelas conferências organizadas pela Igreja Católica durante o Concílio Vaticano II, entre os anos 1962 e 1965, que tinha como objetivo modernizar a religião.  Os Dominicanos já tinham aderido a muitas propostas vanguardistas para época, como por exemplo o discurso da missa na língua nativa ao invés de latim que só foi oficializado no evento. Durante o combate à ditadura militar a Igreja participou de atividades progressistas sendo referência de instituição religiosa aliada à ações em favor da democracia.
Seguindo os princípios de solidariedade cristã e luta em favor de minorias exploradas, a Igreja foi palco de discussão e abrigo para a militância de esquerda por questões sociais e estudantis, o que possibilitou atividades efetivas na realidade política principalmente durante a ditadura militar.
Em 1965, os freis fundaram a Campanha de Solidariedade ao Desempregado que envolvia a articulação de questões de classe e direitos trabalhistas com o povo. A Campanha foi considerada motivo de afronta ao regime militar e o Convento de Perdizes passou a ser observado por agentes do DOPS. Como resistência, os frades discursavam abertamente contra a ditadura durantes as missas dominicais que eram frequentadas por cerca de 1.000 pessoas. As denúncias de parte da Igreja ao Estado imposto culminou em uma relação tensa entre os órgãos repressores e o convento.
Parte dos freis, estudantes de filosofia da Universidade de São Paulo, participaram diretamente do movimento estudantil em prol da democracia e dos direitos humanos. Os padres Luiz Felipe Ratton, Domingos Guimarães e Tito de Alencar Lima colaboraram na organização clandestina do Congresso da UNE em Ibiúna, no interior do Estado. Os participantes despertaram suspeita quando compraram mais de 200 cruzeiros em pão de uma única vez e foram denunciados para o DOPS, o que resultou na prisão dos estudantes, os frades incluídos.

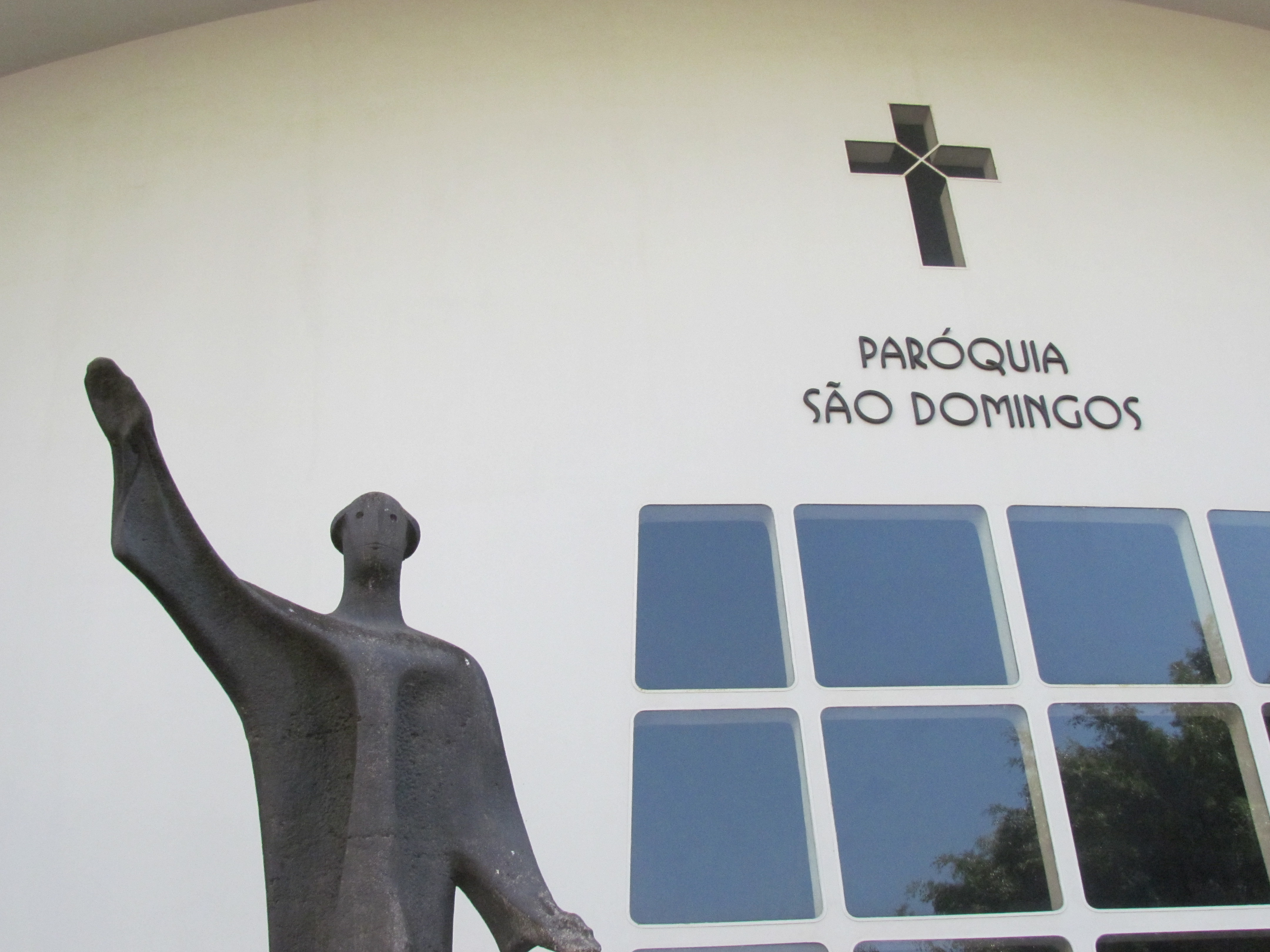
Representação do Frei São Domingos esculpida pelo artista Giuliano Vangi

A adesão dos dominicanos na resistência, muitas vezes armada, contra a ditadura designou ao convento de Perdizes um espaço de discussão política. Durante uma conjuntura de repressão, a ordem abrigou perseguidos pelo Estado, materializando a prática cristã da fé através da ação política de libertação. 
No governo do general Costa e Silva, em 1968, é instaurado o Ato Institucional 5, símbolo do momento mais duro do regime contra os direitos políticos individuais. Consequentemente a Ordem cria uma rede de assistência, contando com alguns frades do convento de Perdizes vinculados à partidos de esquerda, uma vez que compartilham os mesmos ideais dos movimentos revolucionários de mudança política e social.

### Ação Libertadora Nacional
Não demorou muito para os Dominicanos, Coordenado pelo frei Osvaldo Resende, iniciarem articulação com a Ação Libertadora Nacional (ALN) de Carlos Marighella. Em 1967, o líder revolucionário aliou-se ao convento em Perdizes por acreditar que a proximidade entre a religião e o povo era essencial para fazer a revolução a partir das bases.
Devido ao engajamento políticos dos dominicanos, os órgãos de repressão do regime intensivaram as monitorações das atividades do convento através de escutas telefônicas ou de agentes infiltrados, o que levou à descoberta da ligação entre os dominicanos com o Marighella. A partir disso, a equipe policial do delegado Sérgio Paranho Fleury desenvolve a operação Batina Branca para investigar o convento. Os freis Yvo e Fernando - envolvidos com o movimento revolucionário - são presos e torturados, a violenta repreensão os influenciou a darem algumas pistas sobre Marighella. Com as informações os agentes armaram uma emboscada que matou o líder do movimento.
A partir da tragédia, a segunda fase da operação Batina Branca se desdobra com o intuito de difamar a imagem dos dominicanos pertante a sociedade. Planejado pelos agentes do governo, a culpabilização da morte de Marighella gerou uma hostilização dos movimentos de esquerda em relação à ala progressista da Igreja brasileira. Dessa maneira, a Ordem é enfraquecida e passa a ser vista como traidora da pátria.

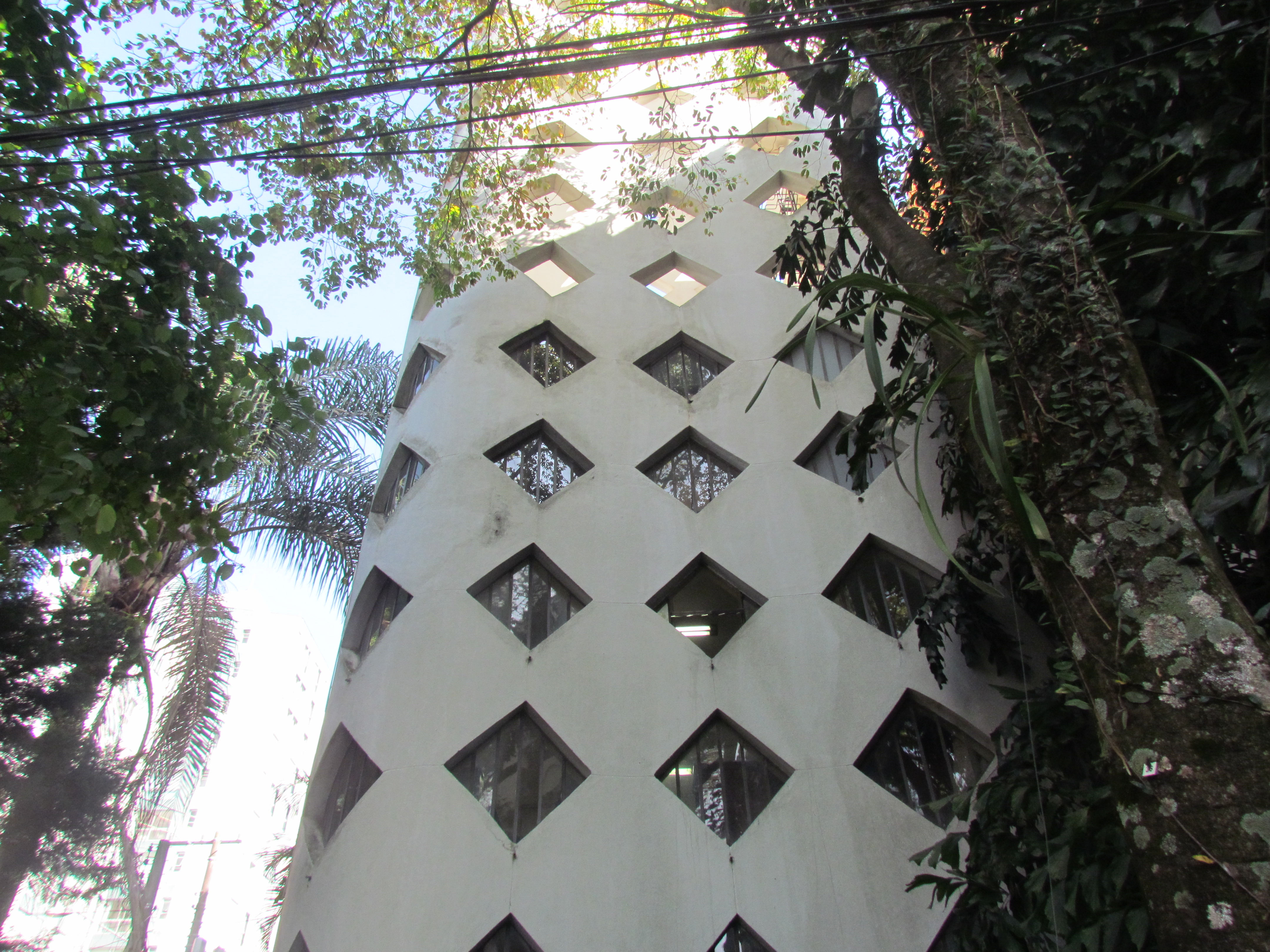
Lateral da torre.

### Brasil Urgente
Além de um espaço para debates, o Convento de Perdizes é o local de origem de um veículo que incentiva a “construção da consciência cristã política”, surge em 1963 o periódico Brasil Urgente. Com o objetivo de denúncia à ideologia autocrática e conservadora, suas 55 edições foram lançadas de maneira independente e defendiam reformas de base e a revolução social. Os freis compreendiam que o evangelho deveria atingir além da doutrinação religiosa, e ajudar o trabalhador em sua luta pela liberdade. Depois do Golpe Militar, em abril de 64, a sede do jornal foi invadida por agentes do regime e teve documentos apreendidos por propagação de ideologia comunista.

## Crescimento do Bairro

### Convento de Santo Alberto
O Convento de Santo Alberto (antiga casa da família Cardoso de Almeida) marcou a criação do bairro de Perdizes, que data urbanização nos anos 1880, como também a vida religiosa da região. No início do século XX as ruas recém traçadas eram cobertas de chácaras espalhadas, a ocupação desse território representa o crescimento da cidade de São Paulo para além do Centro Antigo. Os espaços vazios foram ocupados por chácaras junto aos bairros adjacentes, o que garantiu o apelido da região periférica ao núcleo da cidade de “cinturão de chácaras”. Foi quando em um novo período da expansão de Perdizes, pensando no bairro como um núcleo importante de urbanização antiga que a ordem dos Dominicanos se instala na região.

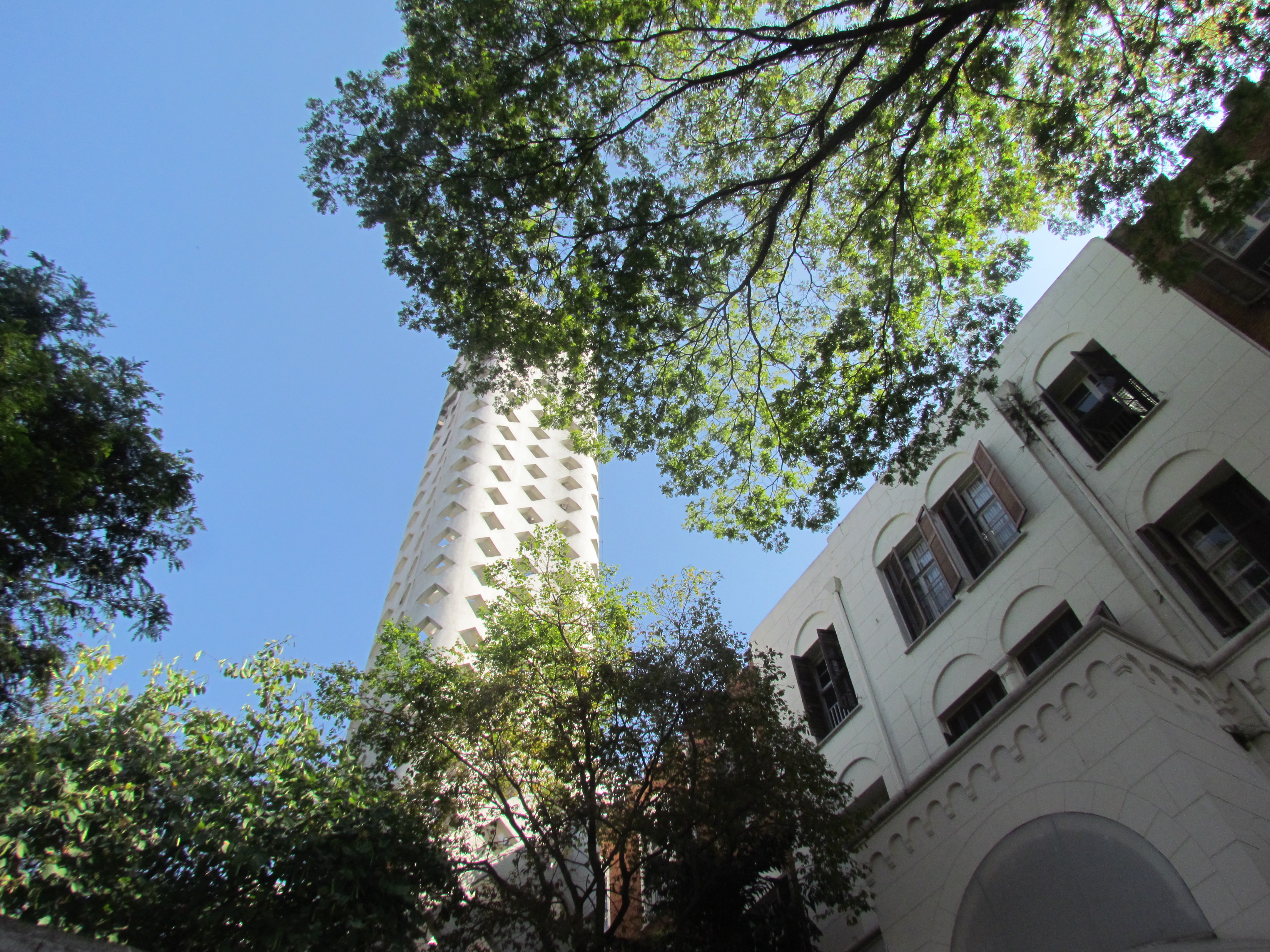
Entrada do convento e lateral da torre vista de baixo.

### Igreja Matriz de São Domingos
O projeto de 1953 se origina a partir da iniciativa do frei Dominicano Domingos Leite Maia, que junto aos outros dominicanos criam um concurso de ideias. O vencedor é do arquiteto Sérgio Bernades, porém sua proposta não foi aprovada pela Comissão de Arte Sacra. Por meio de um amigo pessoal dos dominicanos, o frei Benevenuto Cazabart, que atuava junto aos intelectuais de São Paulo apresentou o projeto do arquiteto alemão Franz Heep aos dominicanos de Perdizes.
O primeiro santuário dos freis na capital foi baseado num antigo desenho do arquiteto elaborado para os padres redentoristas, na construção da Igreja Nossa Senhora do Perpetuo Socorro, porém foi recusado por estes por ser moderno demais. 
A forma única da Igreja era um projeto ousado e simbolizava as ações vanguardistas dos freis para a época, o que foi motivo de desconfiança por parte do alto clero dos dominicanos que o julgava "um tanto bizarro". Apesar desa consideração, o frei Domingos iniciou as obras no dia 24 de outubro de 1953, financiado por paroquianos e amigos. Para a aprovação integral o frei procurou o Cardeal Motta que, simpático à causa dos dominicanos finalmente, em 29 de maio de 1954, deu o aval.

### Convento Novo
Situado na rua Atibaia, o Convento Novo é uma proposta contemporânea construída entre 1981 e 1983, projetada pelos arquitetos Fernando Perez e Marta Milan. Envolto pela cobertura vegetal, o prédio é adaptado ao resto do complexo e é onde acontece as reuniões dos freis dominicanos.
Os conventos da cidade de São Paulo ao longo dos anos sofreram com os processos de especulação imobiliária em decorrência do desenvolvimento econômico, quando em 1988, por um decreto de Lei, o órgão CONDEPHAAT visando preservar a história e a luta política social dos freis declarou o Conjunto dos Dominicanos como um bem tombado para fins religiosos.

## Características Arquitetônicas

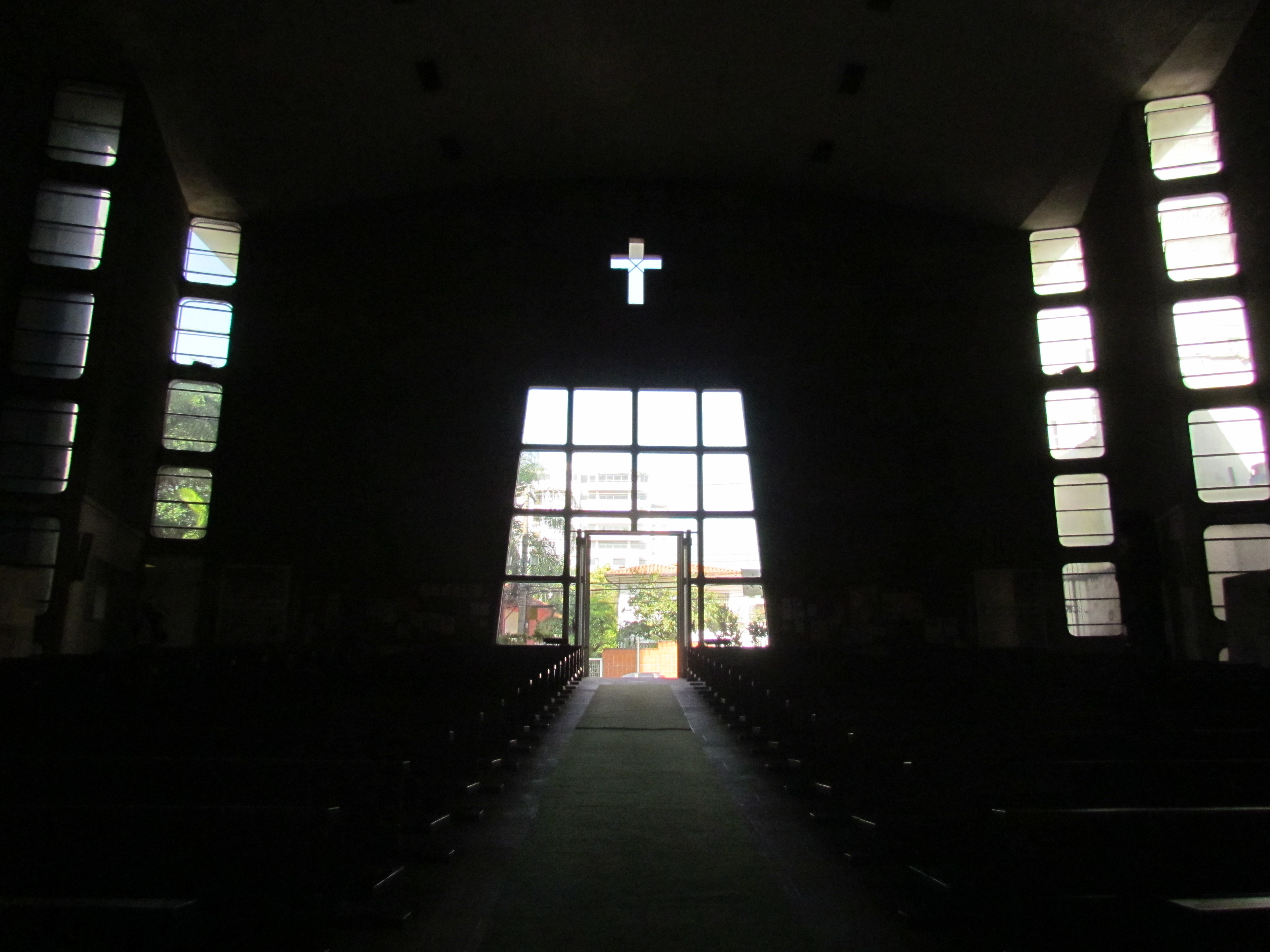
As grandes janelas e nichos contribuem para a iluminação natural da paróquia.

A construção da Igreja de São Domingos teve grande repercussão na sociedade paulistana, o projeto modernista personificou as ações de vanguarda dos dominicanos. Feita inteiramente de pedra no conceito de nave única, a paróquia comporta 1.300 fiéis, e não lembra as construções clássicas. O teto é abaulado em casca de concreto e as paredes se alternam entre a pedra e aberturas, que permitem iluminação natural dentro da nave. A intenção do frei Domingos ao contatar Heep foi de favorecer o encontro do fiel com a palavra de Deus. Para isso a estrutura da Paróquia é simples, sem colunas (um pedido da própria Igreja) e a entrada de iluminação indireta de maneira que a cerimônia fosse ouvida de todos os lugares. 
O altar recebe atenção especial graças a sua localização central que permite aos padres também acompanharem a missa, a balaustrada envolta a ele tem papel maior do que separar a assembleia do clero, mas sim de sublinhar a importância do altar. Projetado com uma leve inclinação em direção ao altar, o piso foi pensado para facilitar a visão do presbitério de qualquer um que chegasse na missa.

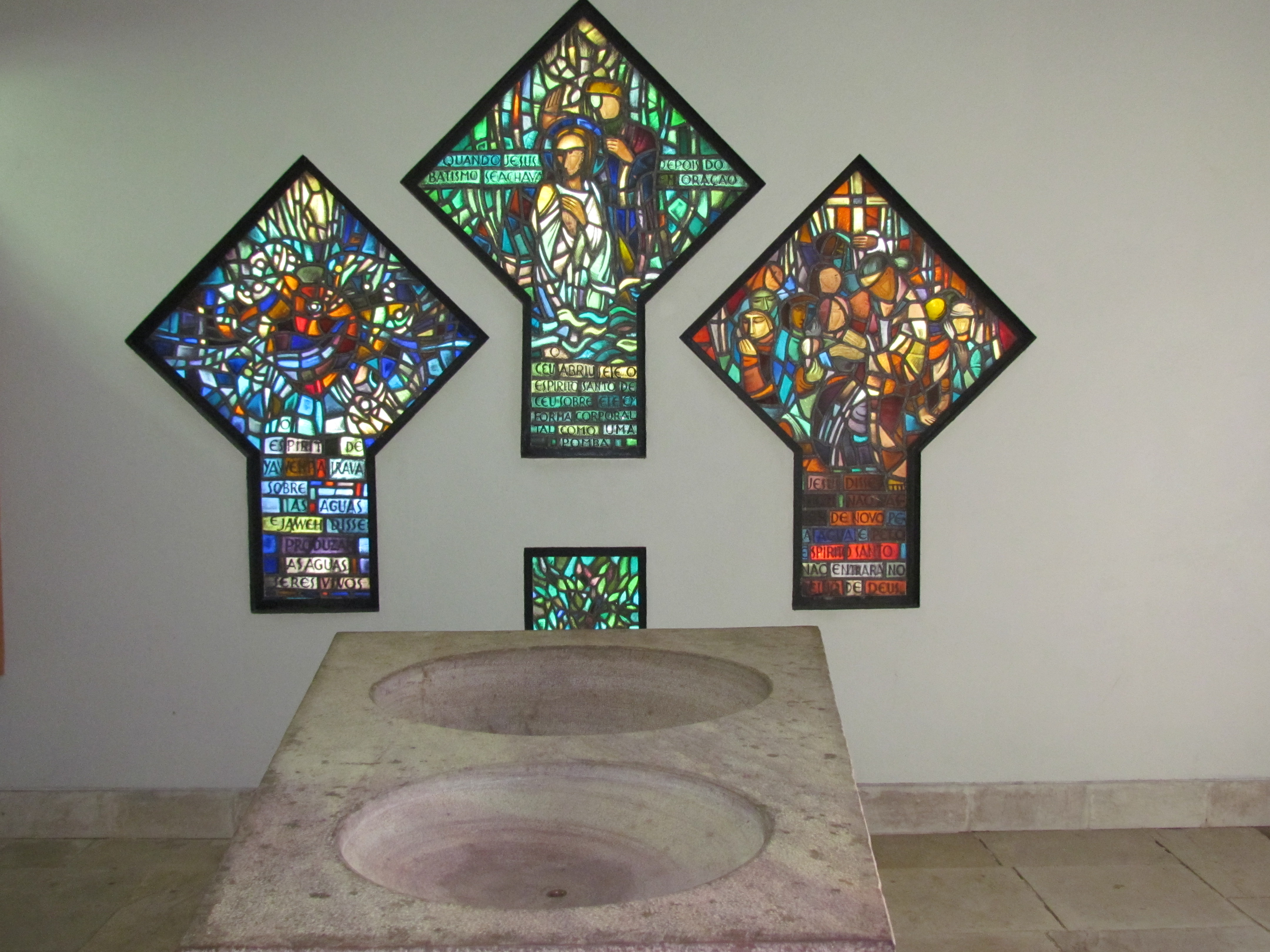
Os vitrais do batistério servem como uma rápida catequese do batismo.

Sendo a maior preocupação o contato entre Deus e os fieis, é notável a falta de figurações. Do lado de fora, a estátua de São Domingos, confeccionada pelo escultor italiano Giuliano Vangi a estátua mostra a importância da palavra de Deus para a humanidade, já que o santo está simbolizando uma pregação. Dentro da Paróquia também quase não há figurações, a atenção é voltada somente à figura de Cristo, a cruz. A falta de símbolos para os dominicanos representa uma imersão maior durante as pregações.
Não há localização fixa para o Lugar da Palavra, em consequência da concepção dos freis em valorizar o corpo como o lugar de proclamação.
Quanto ao batistério, localizado entre a paróquia e a torre, foi projetado pelo arquiteto. Seguindo a ideia de unidade, a pia batismal é um bloco de granito trabalhado. Em cima da pia, os vitrais de autoria de Yolanda Mohaliy estão ligados com a simbologia do lugar e são ensinamentos do processo de batismo.
A torre, separada do corpo da Igreja, também tem referências modernas. A silhueta esguia do bloco de concreto quadrado de 34 metros com cantos arrendondados, é vazado em nichos losangulares alinhados para formarem um padrão xadrez.